# 坎伯恩和雷德魯斯 (英國國會選區)
坎伯恩和雷德魯斯（英語：Camborne and Redruth），英國國會一郡選區，包括英格蘭西南部康沃爾郡西部，包括昔日彭威斯東北部、凱里爾北部以及卡里克區西北一個地方選區。
本區創設於2010年。2010年大選，保守黨的喬治·尤斯蒂斯以37.6%選票、63票之差擊敗尋求連任、自民黨的茱莉亞·高茲渥斯。